# Estádio Governador Ernani Sátyro
Het Estádio Governador Ernani Sátyro, beter bekend onder de naam Amigão, is een voetbalstadion in Campina Grande in de staat Paraíba. 

## Geschiedenis
Het stadion werd geopend op 8 maart 1975 toen Campinense Botafogo uit Rio de Janeiro ontving. Het toeschouwersrecord dateert van 7 februari 1982 toen 42.149 fans zagen dat Treze verloor van Flamengo met 1-3. 

## Interlands
| №  | Datum            | Thuisteam | Uitslag | Uitteam | Competitie        |
| -- | ---------------- | --------- | ------- | ------- | ----------------- |
| 1. | 25 november 1992 | Brazilië  | 2 - 1   | Uruguay | Vriendschappelijk |